# Emanuel van Orléans
Filips Emanuel Maximiliaan Maria Odo van Orléans (Meran, 18 januari 1872 - Cannes, 1 februari 1931) was hertog van Vendôme en een Franse prins uit het huis Orléans.

## Levensloop
Emanuel van Orléans werd geboren in Meran, een stad die toen deel uitmaakte van het keizerrijk Oostenrijk-Hongarije, als tweede kind en enige zoon van hertog Ferdinand van Alençon-Orléans uit diens huwelijk met Sophie in Beieren, dochter van hertog Maximiliaan Jozef in Beieren. Zijn moeder stierf in mei 1897 tijdens een grote brand in de Bazar de la Charité in Parijs. Hij droeg vanaf zijn geboorte de titel van hertog van Vendôme. 
De hertog diende als majoor in het Oostenrijk-Hongaarse leger, maar mocht niet vechten in de Eerste Wereldoorlog, aangezien een Franse wet uit 1886 stelde dat alle prinsen uit de vroegere soevereine huizen Orléans en Bonaparte geen toelating kregen om te dienen in het leger of de marine of een functie binnen de Franse overheid uit te oefenen. Hij liet zich daar echter niet door afschrikken, meldde zich als vrijwilliger bij het Franse Rode Kruis, werd benoemd tot belangrijkste vertegenwoordiger van het Franse Rode Kruis aan het Belgische front en diende als directeur van een Frans-Belgisch ziekenhuis in Calais.
In 1926 organiseerde hij in Roquebillière, in het departement Alpes-Maritimes, een feest ter ere van de opgraving van verschillende graven uit de Romeinse tijd, waarbij ook zeldzame juwelen, vazen en kunstobjecten werden gevonden.

## Persoonlijk leven
Op 12 februari 1896 huwde hij in Brussel met prinses Henriëtte van België (1870-1948), dochter van prins Filips van België, graaf van Vlaanderen, en zus van de latere koning Albert I. Het echtpaar kreeg vier kinderen:
- Marie Louise (1896-1973), huwde in 1916 met prins Philippe van Bourbon-Sicilië, van wie ze in 1926 scheidde, en daarna in 1928 met Walter Kingsland.
- Sophie (1898-1928)
- Geneviève (1901-1983), huwde in 1923 met markies Antoine de Chaponay
- Charles (1905-1970), hertog van Nemours, huwde in 1928 met Marguerite Watson

Emanuel en Henriëtte bezaten verschillende landgoederen in België, Frankrijk en Zwitserland, maar verloren tijdens de Eerste Wereldoorlog een groot deel van hun fortuin en waren hierdoor gedwongen om sommige van die landgoederen te verkopen. Hij overleed onverwacht in februari 1931 aan hartfalen, terwijl hij een simpele verkoudheid had, en werd bijgezet in de Dreux Royal Chapel.